# Јанка
Јанка (рум. Ianca) град је у у јужном делу Румуније, у историјској покрајини Влашкој. Јанка је други по важности град у округу Браила.
Јанка према последњем попису из 2002. има 11.383 становника.

## Географија
Град Јанка налази се у источном Румуније и од седишта округа, града Браила, град је удаљен 45 km западно. Град је смештен у историјској покрајини Влашкој, тачније њеном источном делу Мунтенији.
Јанка је смештена у источном делу Влашке низије, на приближно 30 m надморске висине. Јужно од града се пружа Бараганска степа.

## Становништво
У односу на попис из 2002., број становника на попису из 2011. се смањио.
| 1992.  | 2002.  | 2011.  |
| ------ | ------ | ------ |
| 11.736 | 12.886 | 10.343 |

Румуни чине већину становништва Јанке, а од мањина присутни су Роми.